# Кузьмина, Дарья Евгеньевна
Дарья Евгеньевна Кузьмина (род. 19 января 2005 года, Душанбе, Таджикистан) — российская самбистка и дзюдоистка, чемпионка Европы по самбо 2025 года, вице-чемпионка России по самбо 2025 года, мастер спорта России по самбо и дзюдо.

## Биография
Дарья родилась в столице Таджикистана Душанбе, в возрасте 9 лет она начала заниматься самбо и дзюдо в Екатеринбурге.

## Спортивная карьера

### Дзюдо
С 2021 года Дарья выступает на международной арене, она принимала участия на турнирах среди кадетов в Бухаресте (Румыния), где стала пятой, также выступила Рига (Латвия) и Сараево (Босния и Герцеговина) в качестве юниора. В 2022 году она выиграла первенство России среди юниоров в Красноярске в весе до 63 кг. В марте 2023 года была третьей на первенстве России до 23 лет в Екатеринбурге. В ноябре 2024 она выиграла бронзовую медаль на первенстве России среди юниоров в весе до 57 кг. В декабре 2024 года была финалисткой турнира «U23 Russian judo tour».

### Самбо
2024 год для нее был удачным, она выиграла первенство России среди юниоров, а затем в мае успешно выступила на первенстве старого света в Сербии, одолев в финале испанку Карлу Альбитос в весовой категории до 59 кг. В октябре она выиграла первенство мира в Ларнаке (Кипр), выиграв в финале свою давнюю соперницу из Испании Карлу Альбитос. В ноябре смогла добыть бронзу на кубке России среди взрослых спортсменок в Краснодаре. В феврале 2025 года выиграла бронзовую медаль на первенстве России до 24 лет в весе до 59 кг. В марте 2025 года стала финалисткой взрослого чемпионата России в весе до 59, в финале она уступила Татьяне Шуяновой из Нижегородской области. В апреле 2025 года впервые выиграла взрослый чемпионат Европы в Кипре.

## Спортивные результаты
Самбо:
- Взрослый уровень:
  - Кубок России 2024 — ;
  - Чемпионат России 2025 — ;
  - Чемпионат Европы 2025 — ;
- Юниорский уровень и до 24 лет:
  - Первенство России 2024 — ;
  - Первенство Европы 2024 — ;
  - Первенство мира 2024 — ;
  - Первенство России 2025 до 24 лет — ;

Дзюдо:
- Взрослый уровень:
  - «Russian judo Tour» 2025 (Челябинск) — ;[13]

- Юниорский уровень и до 23 лет:
  - Первенство России 2022 — ;
  - Первенство России до 23 лет 2023 — ;
  - Турнир памяти Н.И. Кузнецова 2024 — ;[14]
  - Первенство России 2024 — ;
  - «U23 Russian judo tour» 2024 — ;

## Личная информация
Кузьмина является студенткой Томского государственного университета.